# Chloramina T
Chloramina T (łac. tosylchloramidum natricum) – organiczny związek chemiczny z grupy chloramin, sól sodowa N-monochlorotoluenosulfamidu. W temperaturze 167–170 °C ulega rozkładowi termicznemu. Dobrze rozpuszcza się w wodzie, w której hydrolizuje z wytworzeniem podchlorynu o właściwościach dezynfekujących.

## Zastosowanie
Stosowany jako środek dezynfekujący oraz bielący.